# Jean-Victor Poncelet
Jean-Victor Poncelet [žanviktôr ponselé], francoski matematik, inženir in general, * 1. julij 1788, Metz, Moselle, Francija, † 22. december 1867, Pariz, Francija.

## Življenje in delo
Poncelet je na Politehniki (École Polytechnique) študiral vojno inženirstvo, kjer je leta 1810 diplomiral. Bil je Mongeev učenec. Kot inženirski poročnik je leta 1812 stopil v francosko vojsko in se tako udeležil Napoleonovega velikega pohoda na Rusijo in kakor je značilno za pohode na Rusijo bednega in žalostnega umika, ki je sledil. Njegovi so ga pustili za sabo na bojišču, misleč da je mrtev. Ker je še kazal znake življenja, so ga Rusi obudili od »mrtvih« in ga odgnali v ujetništvo pri Saratovu. Korakali so štiri mesece v najhujši zimi. Tam je ostal še leto in pol. Dolge mesece ujetništva je leta 1813 prebil v razmišljanju o geometriji in metodah svojega učitelja. Privlačila ga je čisto sintetična stran Mongeeve geometrije in začel je premišljevati na način, kakor je že pred dvema stoletjema nakazal Desargues. Sadovi teh razmišljanj so prišli na svetlo leta 1822, ko je objavil knjigo o projektivni geometriji. 
V Francijo se je vrnil šele po Napoleonovem padcu leta 1814. Po vojni je postal univerzitetni profesor v
Parizu, potem leta 1848 upravitelj (dacommannt) École Polytechnique. To službo je opravljal do leta 1850, ko se je upokojil. Dosegel je čin generala. V tem času je napisal Applications d'analyse et de géométrie, ki je bila uvod njegove predhodne razprave o značilnostih geometrijskih tvorb. Izšla je v dveh delih, leta 1862 in 1864. 
Matematiko je poučeval tudi v Metzu. Poleg matematike se je ukvarjal tudi z mehaniko in hidravliko. Od njegovih del je najpomembnejše Traité des propriétés projectives des figures (1822), v katerem je obdelal projektivne značilnosti geometrijskih tvorb in hkrati postavil temelje projektivne geometrije. V knjigi je podal nov pogled na staro področje, na kratko, proučevanje senc, ki jih dajejo geometrijski liki na ravnini, in načn, ki je prej štrenaste probleme spremenil v pohlevne. Ta obsežna knjiga vsebuje vse potrebne pojme nove oblike geometrije, kot so dvorazmerje, perspektivnost, projektivnost, involucija in celo krožni točki v neskončnosti. 
Vedel je, da imamo lahko gorišča stožnic za presečišča njihovih tangent skozi ti krožni točki. Knjiga vsebuje tudi teorijo mnogokotnikov, ki so včrtani eni stožnici in očrtani drugi, Ponceletov problem zaprtja. Čeprav je bila ta knjiga popolna monografija iz projektivne geometrije, je ta geometrija v naslednjih desetletjih dosegla tako stopnjo popolnosti, da je postala klasičen primer dovršene matematične strukture. Čeprav je Cauchy spočetka ostro napadel njegove poglede, velja njegova knjiga za utemeljitev sodobne geometrije. V geometrijo je uvedel pojem dualnosti. Pri povratku iz Rusije je prinesel s seboj tudi abak. V zahodni Evropi so ga uporabljali v srednjem veku, a je bil že dolgo časa pozabljen, zato so ga sprejeli kot novost.

## Izbrana dela
- Traité des propriétés projectives des figures (1822),
- Cours de mécanique appliqué aux machines (1826),
- Introduction à la mécanique industrielle (1829),
- Applications d'analyse et de géométrie (1862/1864).

## Priznanja

### Poimenovanja
Po njem se imenuje nekdanja enota za moč poncelet (označba p).
Francoska akademija znanosti je leta 1868 na pobudo njegove žene ustanovila Ponceletovo nagrado za dosežke pri razvoju znanosti, predvsem uporabne matematike.